# Onthophagus laeviceps
Onthophagus laeviceps là một loài bọ cánh cứng trong họ Bọ hung (Scarabaeidae).